# مه (فیلم ۲۰۰۳)
مه (به هندی: Dhund) یا وحشت در مه فیلمی محصول سال ۲۰۰۳ و به کارگردانی شیام رمزی است. در این فیلم بازیگرانی همچون عمر آپدی، آدیتی گویتریکار، آپوروا آگنیهوتری، دیویا پالات، عرفان خان، شویتا منون، پریم چوپرا، گلشن گروور، ماکش تیواری ایفای نقش کرده‌اند.